# 川上幸生
川上幸生（かわかみ　ゆきお　1967年1月15日- ）は伝統的な日本の住宅「古民家」の専門家。建築家。コミンカニストと呼ばれる。ケイズデザイン二級建築士事務所主宰、一般社団法人住まい教育推進協会会長、一般社団法人全国古民家再生協会事務局次長など。大阪市住之江区出身。現在は愛媛県松山市在住。血液型はA型。
内閣府認可一般財団法人職業技能振興会資格の「古民家鑑定士」の学習用テキストを平成２１年資格創設時から執筆しており、最新刊は２０１９年５月３１日発刊の「古民家の調査と再築」である。今まで建築の分野では伝統構法＝古民家の専門書は技術的な解説本はあっても文化や暮らし、先人の考え方に関してのもの無く、民俗学や歴史から日本人の住まいへの考え方や工夫について優しく紐解いた専門書を複数出版。設計士や一般向けに古民家の利点を講演しており、古民家の専門家「コミンカニスト」と呼ばれている。

## 経歴
1997年 大阪市から 愛媛県へ移住
2001年 オーストラリアメルボルン、カナダバンクーバーで海外の建築を学ぶ
2003年  資産価値の落ちない町をコンセプトに愛媛県松前町にて分譲開発を行う
2005年　古民家鑑定士の基礎となった古材鑑定士資格テキストを執筆
2006年  内閣府認可一般財団法人職業技能振興会（当時は　厚生労働省認可財団法人職業技能振興会）認定「伝統資財施工技術士」資格テキストを執筆。各地での講師活動開始
2009年　内閣府認可一般財団法人職業技能振興会認定「古民家鑑定士」資格テキストを執筆。建物の現在の状態を第三者が調査報告するインスペクションと呼ばれている調査の中で古民家専門の調査報告方法「古民家鑑定」を創出。
2010年　古民家検定本執筆　執筆　半年で完売
2011年　古民家鑑定教本　執筆
2012年　住育検定　執筆。 国土交通省中古住宅流通促進の為の協議会参加を依頼され、四国、関東、近畿の協議会へ理事として参画
2013年　愛媛インテリアコーディネーター協会　会長就任　古民家解體新書　執
2014年　一般社団法人住まい教育推進協会会長就任、一般社団法人全国古民家再生協会事務局次長就任
2015年　古民家解體新書Ⅱ 執筆
2016年　一般社団法人住教育推進機構運営委員　中四国支部長就任
2017年　愛媛インテリアコーディネーター協会会長退任、相談役就任
2018年　古材の専門家として裁判所鑑定員登録
2019年　古民家の調査と再築　執筆
大阪で商業施設の設計施工をしており1995年阪神淡路大震災を経験。神戸市での復旧に1年半携わりその後愛媛県松山市へ移住。株式会社アステティックスジャパン（旧社名　株式会社ミスタービルド愛媛）にて住宅のリフォームなどに携わり始め、その後古民家に使われていた古材を再利用した新築住宅の設計施工を始める。2009年からは古材の再活用のための資格づくりを始め、内閣府認可一般財団法人職業技能振興会の古民家鑑定士の資格づくりに参加。ケイズデザイン二級建築士事務所設立。工務店、設計事務所向けの講習やセミナー、一般消費者の相談を通して古民家の専門家（コミンカニストの称号）で全国各地や自社での古民家再生を行なっている。

## 主な執筆
- 2010年　古民家検定本
- 2011年　古民家鑑定教本
- 2012年　住育検定
- 2013年　古民家解體新書(古民家解体新書)~古民家と仲良く暮らすために知っておきたい100のコト~
- 2015年　古民家解體新書Ⅱ（古民家解体新書Ⅱ）～古民家を未来に残すための124の知識～
- 2019年　古民家の調査と再築
- 2025年　古民家　伝統構法　古民家の調査と再生のいろは

## 主な講演活動
- 2012年10月13日　香川県高松市栗林公園「古民家から学ぶ、中古住宅購入で豊かな暮らし」セミナー
- 2013年10月19日　一般社団法人全日本瓦工事連盟青年部第21回西日本ブロック高知大会講演
- 2013年10月30日　公益社団法人愛媛県宅建協会　宇和島地区連絡協議会講演
- 2014年3月９日　静岡市教育委員会主催中勘助文学記念館茅葺きこけら落とし講演
- 2016年　神奈川にて千葉大学院教授のマーティン・N・モーリス氏とのパネルディスカッション
- 2017年　宮城仙台住宅リフォームフェア2017

## 主な取材
- 2014年3月９日　静岡新聞
- 2016年1月５日　日本住宅新聞
- 2016年2月５日　読売新聞全国版
- 2016年10月１日　愛媛新聞
- 2016年9月２５日　海南タイムズ
- 2017年2月９日　愛媛経済レポート

## 主なマスコミ
- 2016年６月１４日　南海放送Channel4出演
- 2015年4月14日〜３年間　南海放送ラジオTips　住まいの居心地アップ講座出演